# 12872 Сьюзістівенс
12872 Сьюзістівенс (12872 Susiestevens) — астероїд головного поясу, відкритий 21 липня 1998 року.
Тіссеранів параметр щодо Юпітера — 3,608.